# Fairmont Le Reine Élizabeth
Il Fairmont Le Reine Élizabeth (ingl. Fairmont The Queen Elizabeth) è un albergo di Montréal, in Canada.

## Storia
Costruito dalle Ferrovie Nazionali Canadesi e inaugurato nel 1958 fu successivamente ceduto alla catena alberghiera Canadian Pacific Hotel, oggi Fairmont Hotels and Resorts.
Molte personalità hanno soggiornato qui, dalla regina Elisabetta II ed il Duca di Edimburgo, alla Regina Madre, il Principe Carlo, Charles de Gaulle, Indira Gandhi, Jacques Chirac, Nelson Mandela, il Dalai Lama, Michail Gorbačëv, Jimmy Carter, Henry Kissinger, Perry Como, Joan Crawford, John Travolta, e Michail Baryšnikov.
L'hotel raggiunse fama mondiale quando John Lennon e Yōko Ono, che si erano rifiutati di rientrare negli Stati Uniti, scrissero e registrarono la canzone "Give Peace a Chance" nella stanza 1742 dell'hotel, tra il 26 maggio ed il 2 giugno 1969. Questo avvenimento è passato alla storia come "Bed-In". Oggi è possibile soggiornare normalmente nella mitica stanza 1742, che rimane una delle suite più lussuose dell'hotel.
Qui, tra il 1963 e il 1979, si è anche tenuto per ben 10 volte l'NHL Entry Draft.

## Descrizione
Situato al 900 di Boulevard René-Lévesque Ouest, nel centro della città, è connesso sia alla stazione centrale che alla metropolitana.